# Dupla exposição

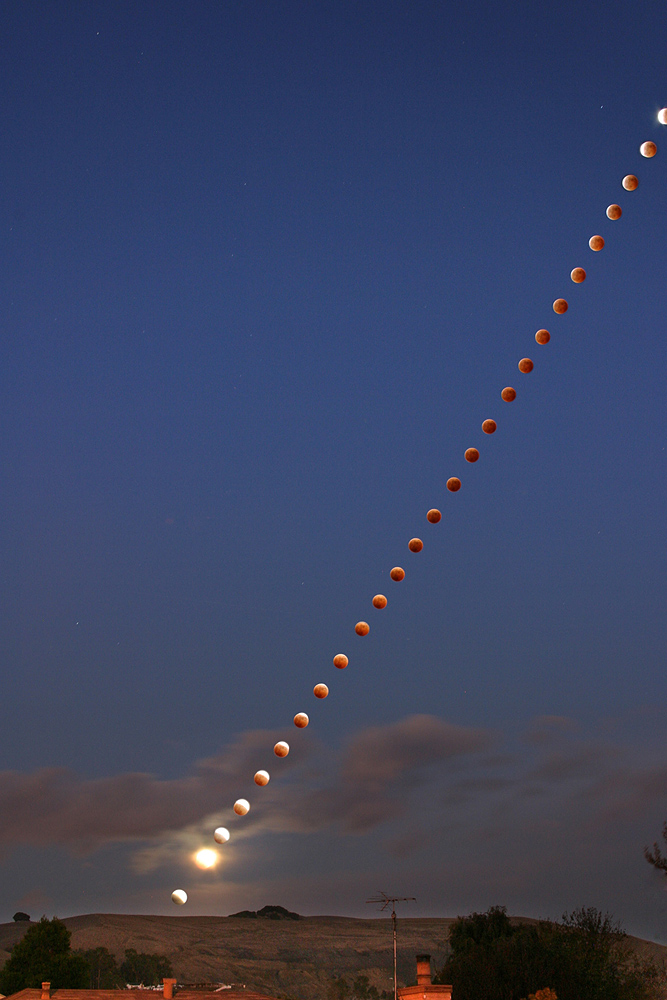
Eclipse lunar de 2004 fotografado com múltipla exposição.

A dupla exposição, ou múltipla exposição, é uma técnica fotográfica que consiste em expor um negativo ou diapositivo múltiplas vezes.
São utilizados os controles específicos da câmera fotográfica para tal, de forma a se obter imagens sobrepostas.
Muitos fotógrafos recorrem a esta técnica com o ímpeto de produzir imagens desconcertantes com um carácter surrealista. No entanto a técnica de exposições múltiplas também serve para controlar a qualidade da definição da imagem quando se fotografa objectos inanimados com a câmera fixa em um suporte (normalmente é usado um tripé).

## Evolução

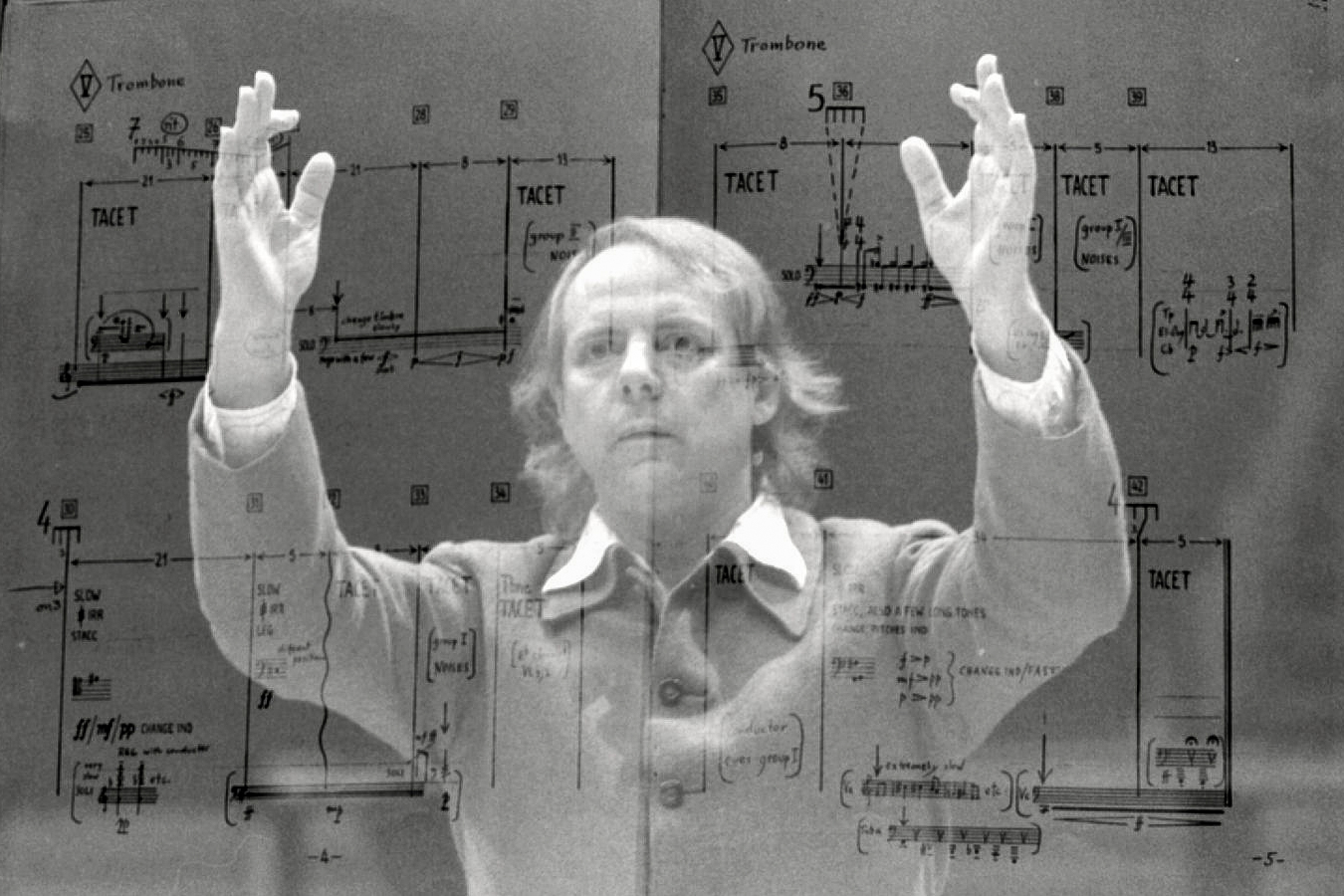
Karlheinz Stockhausen, Dupla exposição, 1980

Câmeras mais antigas permitiam a superposição de quadros nativamente, mas a ocorrência de superposições acidentais e perdas de quadros por avanço involuntário do filme parece ter sido bastante frequente.
A maioria das câmeras compactas automáticas são dotadas de dispositivo de prevenção contra dupla exposição e o avanço automático do filme contribuiu para que a dupla exposição se tornasse mais difícil na prática.
A múltipla exposição chegou até a câmera digital profissional como um recurso técnico de fotógrafos que ou se utilizavam de câmeras antigas ou dispunham de câmeras manuais do tipo usado em estúdios profissionais.
A dupla exposição por vezes implicava expor duas metades de uma chapa, o que se fazia tapando uma metade da objetiva a cada exposição. Isto ainda pode ser feito com o auxílio de filtros do tipo Double Exposure de fabricantes de filtros como a Cokin.
A adoção de um sistema de filtros criativos possibilita o uso de outros filtros como os filtros Double Masks que consistem em filtros complementares, com máscaras em diversos formatos, assim como outros filtros como o Multi-Images que replicam uma imagem na mesma chapa com um única tomada.

## Múltipla exposição com câmeras digitais
Algumas câmeras digitais profissionais e câmeras para amadores avançados (prosumer, em inglês) emulam o recurso de dupla exposição de câmeras analógicas. Essas câmeras teem como recurso principal o bracketing que consiste na tomada de uma série de fotos automaticamente. A superposição de imagens nestas câmeras é um recurso subjacente à múltipla exposição e é um modo de visualizar as fotos antes de ser uma superposição real dessas fotos.
As fotos visualizáveis em superposição são armazenadas independentemente, antes de serem uma série de fotos achatadas numa único quadro.
A "dupla exposição" também pode ser obtida através do emprego de softwares
de processamento de imagens como o Photoshop e o GIMP que admitem a inserção de fotografias em camadas superpostas e possibilitam o controle da transparência de cada uma dessas fotos.
Uma técnica que recorre a uma "tripla exposição" é a HDR (High Dynamic Range). Esta é uma técnica que emprega fotos obtidas com diferentes exposições com vistas a apresentar fotos com riqueza de detalhes, tanto aqueles ocultos nas sombras como aqueles ofuscados pela iluminação.